# North Dakota
North Dakota ( /ˌnɔːrθ dəˈkoʊtə/ ⓘ; tiếng địa phương [ˌno̞ɹθ dəˈko̞ɾə]) là một tiểu bang Hoa Kỳ, xa nhất về phía bắc của các tiểu bang trong khu vực Đồng bằng Lớn thuộc Trung Tây Hoa Kỳ, mặc dù trong suốt thế kỉ 19 được xem như là một phần của miền tây hoang dã, giáp hai tỉnh Manitoba và Saskatchewan của Canada. Sông Missouri chảy qua phần phía tây của tiểu bang này, tạo thành hồ Sakakawea sau đập Garrison.
Trước đây là một phần của lãnh địa Dakota (đặt theo tên bộ tộc Dakota của dân bản địa châu Mỹ), Bắc Dakota trở thành một tiểu bang vào năm 1889.